# Seznam norveških rokometašev
Seznam norveških rokometašev.

## B
- Stine Bredal Oftedal
- Pål Bye

## D
- Karine Dahlum

## G
- Carl Georg Graff-Wang

## H
- Gro Hammerseng

## K
- Einar Sand Koren

## L
- Cecilie Leganger
- Børge Lund

## M
- Nora Mörk

## N
- Laila Schou Nilsen
- Katja Nyberg

## R
- Christoffer Rambo
- Magnus Abelvik Rød

## T
- Heidi Tjugum
- Marta Tomac

## U
- Finn Urdal